# Uturoa
Uturoa – miasto w Polinezji Francuskiej, na wyspie Raiatea. Według danych szacunkowych na rok 2008 liczy 3 821 mieszkańców. Znajduje się tu port lotniczy Raiatea.